# Nana Shogi
O Nana Shogi, também conhecido como xadrez japonês mini é a versão miniatura do Shogi, que por sinal é a versão japonesa do Chaturanga. Ao contrário do ocidente, onde todos os países tem as mesmas versões do jogo de xadrez, no oriente cada país tem sua versão nacional do jogo: Xiangqi na China, Janggi na Coreia, Makruk na Tailândia, Sittuyin no Sião, etc.
Em português a escrita correta é Nana Xogui.
O objetivo do jogo é o mesmo do xadrez ocidental, mas mudam-se as peças e o tabuleiro. Vence o jogo quem capturar o rei adversário.

## Tabuleiro
Seu formato mais jogado é quadrado, onde suas casas também o são. Elas possuem tamanho próximo a largura de dados de cassino. Suas casas são todas da mesma cor (da casca do bambu, marrom bem claro, amarelado, ou creme bem claro). Divide-se em três colunas por três linhas, perfazendo 9 casas, que são demarcadas por um fina linha preta. Nos campeonatos existem graduações para os jogadores de Shogi, através de um sistema que se assemelha ao das artes marciais. Para cada graduação existe um tabuleiro específico. Sendo que para os iniciantes o tabuleiro é de 12 casas ( 4 X 3 ) e o dos mestres é de 169 casas ( 13 X 13 ). Há tabuleiros com mais casas para jogos em equipes. Quanto mais casas mais tipos de peças se tem. Apesar de ser o menor dos tabuleiros, o fato das peças do Nana Shogi terem seis lados o coloca como uma versão complexa.

## Formato das peças
São todas da mesma cor (marrom, quase branca) e mesmo formato cubo, idênticas aos dados de jogos de azar. As peças diferenciam-se pelas inscrições em japonês escritas nas seis faces do cubo. As peças quase que ocupam todo espaço da casa.
Para que cegos possam jogar pode-se colocar uma pequena variação no tamanho das peças: quanto mais importante a peça, maior o seu tamanho.

### Peças
Joga-se sobre um tabuleiro de 3 filas por 3 colunas. 
Cada jogador dispõe de 3 peças iguais às do outro jogador. Se diferenciam as peças de um jogador das do outro pela sentido da inscrição japonesa em sua face superior. É assim definido pois uma vez capturada uma peça do adversário, pode-se utilizar junto às outras peças de quem capturou. Além disso algumas peças têm desenhos em ambas as partes para identificar quando uma peça foi promovida. As 3 peças são as seguintes:
- 1 rei
- 1 torre( nas outras faces: carruagem; asas da andorinha; ir ao meio )
- 1 bispo( nas outras faces: general de teto; espada de gato; cachorro)

## Movimento das peças
| ■ |   |    |   | ■ |
|   | ○ | ○  | ○ |   |
|   | ○ | 王 | ○ |   |
|   | ○ | ○  | ○ |   |
| ■ |   |    |   | ■ |

| ■ |   |    |   | ■ |
|   | ○ | ○  | ○ |   |
|   | ○ | 玉 | ○ |   |
|   | ○ | ○  | ○ |   |
| ■ |   |    |   | ■ |

| ■ |   |    |   | ■ |
|   |   | ○  |   |   |
|   | ○ | 飛 | ○ |   |
|   |   | ○  |   |   |
| ■ |   |    |   | ■ |

| ＼ |    |    |    | ／ |
|    | ＼ |    | ／ |    |
|    |    | 角 |    |    |
|    | ／ |    | ＼ |    |
| ／ |    |    |    | ＼ |

| ■ | ■ | │  | ■ | ■ |
|   |   | │  |   |   |
|   |   | 反 |   |   |
|   |   | │  |   |   |
|   |   | │  |   |   |

| ■ |   |    |   | ■ |
|   | ○ |    | ○ |   |
|   |   | 瓦 |   |   |
|   |   | ○  |   |   |
| ■ |   |    |   | ■ |

| ■ |   |    |   | ■ |
| ■ |   |    |   |   |
|   | ○ | 羽 | ○ |   |
| ■ |   |    |   |   |
| ■ |   |    |   | ■ |

| ■ |   |    |   | ■ |
|   | ○ |    | ○ |   |
|   |   | 猫 |   |   |
|   | ○ |    | ○ |   |
| ■ |   |    |   | ■ |

| ■ | ■ |    | ■ | ■ |
|   |   | ○  |   |   |
|   |   | 仲 |   |   |
|   |   | ○  |   |   |
| ■ |   |    |   | ■ |

| ■ |   |    |   | ■ |
|   |   | ○  |   |   |
|   |   | 犬 |   |   |
|   | ○ |    | ○ |   |
| ■ |   |    |   | ■ |

## Promoções
Quando uma peça atinge a casa central ocorre a promoção.
A promoção é cíclica:
- Torre torna-se Carruagem;
- Carruagem torna-se Asas-da-Andorinha;
- Asas-da-Andorinha torna-se ProCentro;
- ProCentro torna-se Torre.
- Bispo torna-se General-de-Teto;
- General-de-teto torna-se Espada-do-Gato;
- Espada-do-Gato torna-se Cachorro;
- Cachorro torna-se Bispo.

## Captura
A captura é igual ao movimento. Quando se captura uma peça, ela passa a fazer parte de seu exército, mas sem a promoção. Colocá-la em jogo é uma opção do jogador. Para colocá-la em jogo é necessário esperar pela próxima jogada. Colocar uma peça em jogo equivale a uma jogada. Só se pode  colocar uma peça em jogo se ela poder fazer um movimento na próxima jogada. Se um rei entrar despropositadamente na linha de ataque de uma peça, ele pode ser capturado e o jogo acaba.

## Posições
Inicia-se sem nenhuma peça no tabuleiro. Então alternadamente cada jogador coloca suas peças. A primeira é o rei, a segunda a torre e a terceira o bispo. Não se pode colocar peças dentro da área de promoção.
Pode-se mover o rei antes de colocar a torre, ou mover a torre antes de colocar o bispo, mas isto conta como um movimento.